# Port lotniczy Taba
Międzynarodowy port lotniczy Taba – lotnisko egipskie, znajduje się 13 km na północ od centrum Taby na terenie muhafazy Synaj Północny.
Lotnisko wybudowali w 1972 Izraelczycy podczas okupacji Synaju po wojnie sześciodniowej. Funkcjonowało ono najpierw jako baza lotnicza Etzion Air Force Base Sił Powietrznych Izraela, od 1978 przyjmowało również loty cywilne.
Stało się znane, gdy 7 czerwca 1981 o 15:55 czasu lokalnego (12:55 GMT) wystartowały stąd myśliwce F-16 wraz z eskortą F-15 z zamiarem zniszczenia irackiego reaktora jądrowego w Osirak (operacja Opera). Po zbombardowaniu reaktora eskadra wróciła do bazy.
Pod kontrolą Egiptu lotnisko znajduje się od 26 kwietnia 1982. Loty izraelskie przeniesiono na wybudowane w 1981 lotnisko Owda.

## Linie lotnicze i połączenia
| Linia Lotnicza    | Kierunek                                          |
| ----------------- | ------------------------------------------------- |
| EgyptAir          | Czartery: 1. Kair                                 |
| Mayfair Jets      | Sezonowe czartery: 1. Czeskie Budziejowice        |
| Smartwings        | Sezonowe czartery: 1. Brno 2. Praga               |
| Smartwings Poland | Sezonowe czartery: 1. Katowice 2. Warszawa-Okęcie |
| LOT               | Sezonowe czartery: 1. Warszawa-Okęcie             |